# Килпатрик, Уильям Херд
Уильям Херд Килпатрик (англ. William Heard Kilpatrick; 20 ноября 1871 — 13 февраля 1965) — американский педагог, основоположник метода проектов.

## Биография
Родился 20 ноября 1871 года в Уайт-Плейнс, шт. Джорджия. В 90-х годах XIX в. работал в школах штата Джорджия. Преподавал в Мерсеровском  университете (1897-1906).  В 1903-1905 годах президент Мерсеровского университета. С 1909 по 1938  год профессор педагогического колледжа Колумбийского университета (Нью-Йорк). Умер 13 февраля 1965 года в Нью-Йорке.

## Педагогические идеи
Сторонник прагматической педагогики. Ученик и последователь Дж. Дьюи. Разработал педагогическую систему «экспериментализма», опиравшуюся на философию прагматизма и психологию бихевиоризма. Килпатрик отвергал традиционную школу, основанную на передаче учащимся готовых знаний вне связи с реальными запросами и жизненными потребностями детей. Отрицал необходимость школьных программ, классно-урочной системы, подчёркивал значение положительного подкрепляющего воздействия воспитателя на ребёнка. Отвергая традиционную школу, предлагал строить учебный процесс как организацию деятельности ребёнка в социальной среде, ориентированную на обогащение его индивидуального опыта. У. Х. Килпатрик стал основоположником метода проектов. Он придавал ведущее место в обучении проектной деятельности.
В 20—30-х годы XX века в США в школе Е. Коллингса был осуществлен метод проектов У. Килпатрика. Учащиеся должны были сами проектировать то, чем им предстояло заниматься. Особое внимание уделялось выбору деятельности, посредством которой приобретались знания. Материалы для обучения брались из повседневной жизни. Ученики сами выбирали то, что должно было стать содержанием учебной работы; учитель лишь оказывал им помощь в исполнении задуманного.
А. И. Пискунов пишет: «Способом организации такой деятельности должен был служить, в частности, разработанный учеником и последователем Д. Дьюи, американским педагогом, видным представителем прогрессивизма Уильямом Килпатриком метод проектов. Согласно ему обучение осуществляется через организацию целевых актов. Дети в процессе учебной деятельности планируют (проектируют) выполнение конкретной практической задачи, включая туда и учебную деятельность. Несмотря на то, что руководство деятельностью оставалось за учителем, этот метод исходил из опоры на уже имеющийся опыт ребенка, его собственный путь искания, преодоления затруднений. Только при такой системе обучения, считал У. Килпатрик, воспитание может превратиться в непрерывную перестройку жизни ребенка и поднять её на высшую ступень, а школа будет готовить учащихся к условиям динамично меняющейся обстановки в обществе и к столкновению с неизвестными проблемами в будущем. Впоследствии этот метод, как и другие идеи Д. Дьюи, использовался в практике многих стран мира».

## Труды
- "Метод проектов" (1918).
- "Основы метода" (1925).